# Tallholmen (sydöst om Vättlax, Raseborg)
Tallholmen är en ö i Finland. Den ligger i Skärgårdshavet sydöst om Vättlax i kommunen Raseborg i landskapet Nyland, i den sydvästra delen av landet. Ön ligger omkring 110 kilometer väster om Helsingfors.
Öns area är 3,1 hektar och dess största längd är 270 meter i nord-sydlig riktning.